# Comuna Pașkivți, Hmelnîțkîi
Pașkivți (în ucraineană Пашківці) este o comună în raionul Hmelnîțkîi, regiunea Hmelnîțkîi, Ucraina, formată din satele Klîmașivka și Pașkivți (reședința).

## Demografie
Componența lingvistică a comunei Pașkivți
     Ucraineană (98,08%)
     Rusă (1,47%)
     Alte limbi (0,22%)
Conform recensământului din 2001, majoritatea populației comunei Pașkivți era vorbitoare de ucraineană (98,08%), existând în minoritate și vorbitori de rusă (1,47%).